# Чувашское книжное издательство
Акционерное общество «Чувашское книжное издательство» — предприятие, выпускающее художественную, детскую, учебно-педагогическую, общественно-политическую и др. литературу на чувашском, русском, английском языках. Обеспечивает учебно-методической литературой образовательные учреждения Чувашской Республики и чувашской диаспоры, комплектует книжные фонды библиотек, занимается торговлей книжной продукцией и промышленными товарами. Имеет собственную сеть магазинов «Книжные новинки» в городе Чебоксары.
С 1996 года член Ассоциации книгоиздателей Российской Федерации.

## История
Образовано 12 ноября 1920 года как Чувашское отделение Государственного издательства (Чувашгиз). С 1963 года — Чувашское книжное издательство, с 1999 — РГУП, с 2003 — ГУП, с 2004 — современное название. В штате 66 человек (2011).
За годы своей деятельности издательство выпустило около 17 тыс. названий книг и брошюр тиражом свыше 132280 тыс. экз., в том числе в 2012—110 названий тиражом 323,3 тыс. экз.
Изданы произведения, вошедшие в золотой фонд чувашской культуры:
- полные собрания сочинений К. В. Иванова, М. К. Сеспеля, Ф. П. Павлова;
- многотомные собрания сочинений С. В. Эльгера, П. П. Хузангая, Я. Г. Ухсая, Г. Н. Айги;
- сборники избранных произведений Н. И. Шелеби, Е. В. Еллиева, В. Е. Рзая, А. Е. Алги, А. С. Артемьева, С. А. Шавлы и др. писателей;
- собрания сочинений Н. В. Никольского и С. М. Михайлова (Яндуша).

Большим читательским спросом пользуются книжные серии «Замечательные люди Чувашии», «Библиотека Президента Чувашской Республики», «Из опыта народных мастеров», «Исследования. Теории. Гипотезы», «Чувашское народное творчество», «Литературные памятники», «Школьная библиотека», энциклопедии Чувашской Республики и районов, «Память — Астăвăм» (11 книг) и др.
В марте 2012 года Чувашское книжное издательство приказом Министерства образования и науки РФ включено в перечень организаций, издающих учебные пособия, которые допускаются к использованию в образовательном процессе в школах и других учебных заведениях с государственной аккредитацией.

### Директора издательства
Чувашское книжное издательство возглавляли П. З. Львов, Г. А. Молостовкин, А. П. Сарри, И. Д. Кузнецов, П. Т. Золотов, И. Н. Никифоров, И. И. Иванов (Шордан), Д. В. Гордеев, Р. Т. Тарасова, Г. А. Краснов, И. Д. Вутлан (Тимофеев), с 2005 года В. П. Комиссаров, с 2019 — С. А. Каликова.

## Структура издательства

### Учебно-педагогической литературы
Редакция выпускает учебники по чувашскому языку и литературе для чувашских школ. С 2005 г. издательство выпустило ряд переводных российских учебников по заказу Министерства образования и молодёжной политики Чувашской Республики. Учебники предназначены для чувашских и русских школ.

### Редакция детской литературы
На долю детской литературы приходится наибольшее количество издаваемых книг. Детские книги выпускаются для детей дошкольного, младшего, среднего и старшего школьного возрастов. Самым маленьким читателям, которые только-только начинают знакомиться с чувашской книгой, редакция детской литературы предлагает красочно оформленные стихи, рассказы, пьесы, сказки известных чувашских авторов, как П. Н. Сялгусь, Л. М. Сарине, Н. П. Ижендей и др.
Чувашские народные сказки — одна из главных тем в издании детской литературы (Работник Иван и злой Волшебник. Чувашская народная сказка, 2005). Юные читатели уже полюбили серии детских книг, издаваемых на двух языках: чувашском и русском (Силэм Ю. Яблонька; Пушкин А. С. Сказки; В. Игнатьева -Тарават Поскорее подрастай; Х. К. Андерсен. Дюймовочка.) С 2008 г. редакция запустила ещё один проект — рассказы и сказки на чувашском и английском языках (И. Яковлев. Мышонок на прогулке. Сказки и рассказы. Ордем Гали. Рагиба. Для читателей среднего и старшего школьного возрастов редакция выпускает интересные произведения известных чувашских писателей, где раскрывается вечная проблема дружбы, любви, верности и предательства. Актуальной остается тема войны (Тенюшев И. Я. Их оставалось только трое; Артемьев Г. Ф. Сквозь дождь со снегом;.)
Произведения, изучаемые в школе, издаются по серии «Школьная библиотека» (Хв. Уяр Где ты, море?. Повесть, рассказы. Очерки, Иванова Н. Г. Детские пьесы; Г. В. Краснов Красный тюльпан. Многие книги выходят сразу на нескольких языках. В 2012 году, к примеру, выпущено более 10 таких книг, среди них — стихотворение Корнея Чуковского «Муха-Цокотуха» на русском и чувашском языках.

### Редакция художественной литературы
В редакции художественной литературы особое внимание уделяется произведениям чувашских классиков. Так, в 2008 г. вышла книга К. Иванова «Нарспи» в подарочном оформлении. Собрания сочинений поэтов, внесших большой вклад в развитие чувашской литературы, «пекутся» здесь, в редакции (В. Митта. Собрание сочинений, Геннадий Айги. Собрание сочинений в 2-х томах. Петр Ялгир. Избранные произведения). Художественные произведения маститых писателей, выпускаемые в нашей редакции, пользуется особым спросом на книжном рынке (Ф. Г. Агивер. Гололедица; Уяр Ф. Е. Русские писатели о чувашах). С особым трепетом относятся к рукописям современных писателей — редакция ищет новые имена, активно работает с современными авторами.

### Редакция научно-популярной литературы
На плечи редакторов научно-популярной литературы возложена самая ответственная работа. Именно через них проходят рукописи, составленные по краеведению, истории и развитию чувашской культуры; издание справочников по литературоведению. В данной редакции обретают создаются книги, издаваемые по сериям «Библиотека Президента Чувашской Республики», «Замечательные люди Чувашии». Здесь зародились серии книг «Гипотезы. Исследования. Теории», «Из опыта народных мастеров». Пожалуй, главным достижением редакции и всего издательства является выпуск энциклопедий районов республики, а также «Чувашской энциклопедии» в 4-х томах.

### Редакция художественного и технического оформлений
Большую роль в издании книги играют редакция художественного и технического оформлений. Благодаря тонкому вкусу художественных редакторов и богатому опыту технических редакторов издания приобретают неповторимый облик и красочно оформленное содержание.

## Награды
- На Международных и Всероссийских конкурсах «Искусство книги» за отличное художественное исполнение дипломами отмечены: «Чувашская культовая скульптура» А. Трофимова, сборник стихов «Почему поет петух?» Ю. Семендера, учебник для 4 класса «Чувашское слово» Н. Черновой и В. Игнатьевой, фотоальбомы «Чувашия», «С верой в Россию, с любовью к Чувашии», «Краткая чувашская энциклопедия» и др.
- В 2011 году сразу два творческих коллектива Чувашского книжного издательства оказались в числе победителей четвёртого Всероссийского конкурса краеведения «Наше культурное наследие».
- В номинации «Малые народы» 1 место занял двухтомник «Чуваши: история и культура», выпущенный под редакцией доктора исторических наук В. П. Иванова. В подготовке этого солидного издания участвовали известные ученые Чувашской Республики. В монографии с позиций современной науки рассматриваются вопросы происхождения чувашей, их этническая история. Подробно освещаются особенности традиционных хозяйственных занятий, ремесла и промыслы, пища и одежда. Раскрываются характерные черты семейного быта, соционормативные отношения, календарные обычаи и обряды и многое другое.
- «Аликовская энциклопедия», составленная группой авторов (Л. А. Ефимов, Е. Л. Ефимов, А. А. Ананьев, Г. К. Терентьев), одержала победу в номинации «Историко-краеведческие справочники». Издание посвящено истории и современности Аликовского района Чувашской Республики, людям, внесших большой вклад в развитие Аликовского края, Чувашии и России. В энциклопедию вошли более 2000 статей и 1000 фотоиллюстраций. Первая же попытка составителей обобщить многочисленные архивные материалы, накопившиеся в течение столетий, и современные данные, увенчалась успехом.
- В 2012 году четырёхтомная Чувашская энциклопедия была номинирована на «КНИГУ ГОДА» в номинации «HUMANITAS».
- Более 30 книг издательства удостоено дипломов всесоюзных и всероссийских конкурсов «Искусство книги», «Малая Родина», «Лучшая книга года», «Наше культурное наследие». Среди них «Чувашское народное искусство» (1982), «Нарспи» К. В. Иванова (1977, 1985), «Чувашская культовая скульптура» А. А. Трофимова (1994), «Чувашская вышивка. Техника. Приемы» Е. Н. Жачевой (2007), «Чувашские легенды и сказки» (2009), «Приумножая коллекцию: записки музейного работника» Н. И. Садюкова (2011) и др.